# Manlius Boëthius

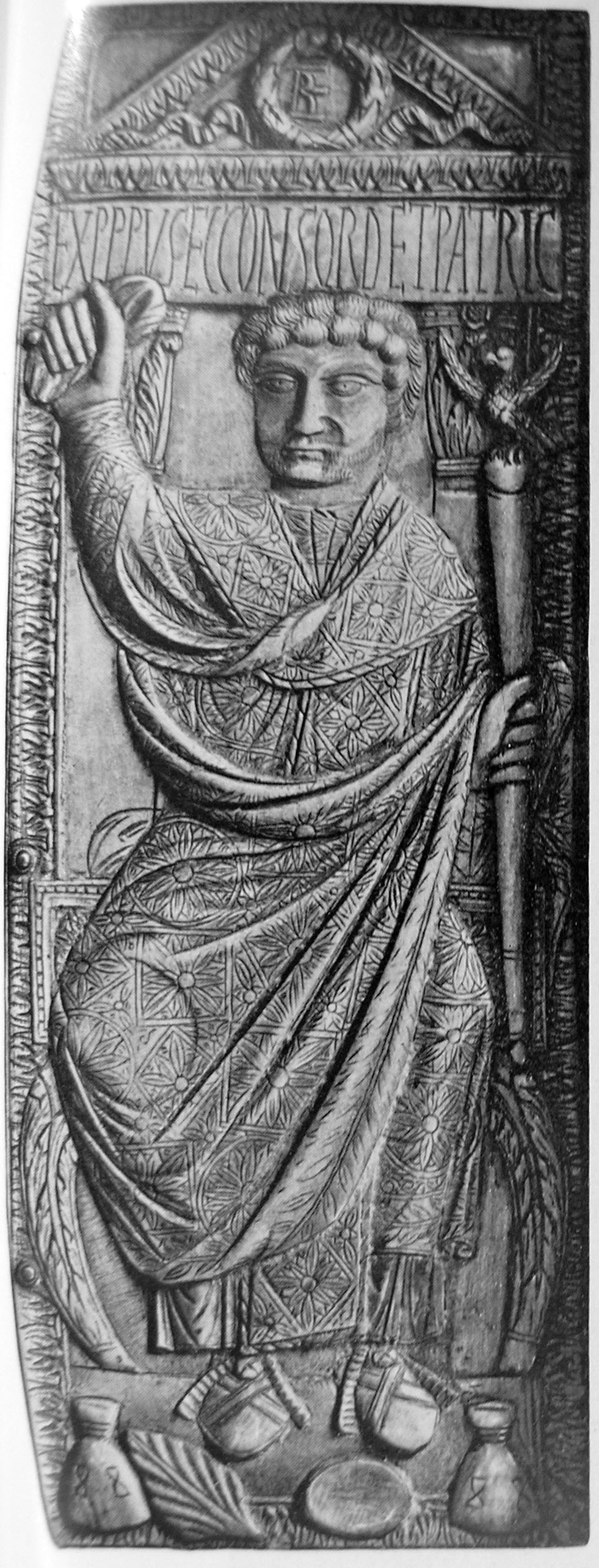
Manlius Boëthius op zijn consulaire diptiek

Manlius Boethius of voluit (Flavius Nar. Manlius Boethius) (fl. 480-487) was een Romeins politicus en senator. 
De vader van Manlius was waarschijnlijk de Boëthius, die pretoriaanse prefect van Italia was, toen hij in 454 op last van keizer Valentinianus III in 454 ter dood werd gebracht. De zoon van Flavius Manlius Boethius was zeer waarschijnlijk de politicus en filosoof Boëthius.
Details over zijn vroege carrière zijn niet bekend: vóór 487 wordt hij genoemd als praefectus urbi, tussen 480 en 486 was hij pretoriaanse prefect van Italia. In 487 wordt hij tot consul benoemd. Hij stierf waarschijnlijk op relatief jonge leeftijd, nog tijdens de kindertijd van zijn zoon.